# Federació de Futbol de les Seychelles
La Federació de Futbol de les Seychelles (anglès: Seychelles Football Federation; SFF) és la institució que regeix el futbol a Seychelles. Agrupa tots els clubs de futbol del país i es fa càrrec de l'organització de la Lliga seychellesa de futbol i la Copa. També és titular de la Selecció de futbol de Seychelles absoluta i les de les altres categories.
Va ser fundada el 1980.
- Afiliació a la FIFA: 1986
- Afiliació a la CAF: 1986